# Municipio de Hassan
El municipio de Hassan (en inglés: Hassan Township) es un municipio ubicado en el condado de Hennepin en el estado estadounidense de Minnesota. En el año 2010 tenía una población de 2600 habitantes y una densidad poblacional de 55,24 personas por km².

## Geografía
El municipio de Hassan se encuentra ubicado en las coordenadas 45°10′34″N 93°36′22″O / 45.17611, -93.60611. Según la Oficina del Censo de los Estados Unidos, el municipio tiene una superficie total de 47.07 km², de la cual 45.16 km² corresponden a tierra firme y (4.05%) 1.91 km² es agua.

## Demografía
Según el censo de 2010, había 2600 personas residiendo en el municipio de Hassan. La densidad de población era de 55,24 hab./km². De los 2600 habitantes, el municipio de Hassan estaba compuesto por el 95.54% blancos, el 1% eran afroamericanos, el 0.65% eran amerindios, el 0.88% eran asiáticos, el 0.04% eran isleños del Pacífico, el 0.23% eran de otras razas y el 1.65% pertenecían a dos o más razas. Del total de la población el 0.81% eran hispanos o latinos de cualquier raza.